# Sean O'Pry
Sean Richard O'Pry (sinh ngày 5 tháng 7 năm 1989) là một siêu mẫu nam người Mỹ gốc Kennesaw, Georgia.
Năm 2006, khi 17 tuổi, O'Pry được biết đến nhờ các bức hình đăng trên MySpace bởi Nolé Marin.
Kể từ đó, O'Pry trở nên nổi danh trong các chiến dịch quảng cáo và các bài báo của Calvin Klein, Giorgio Armani, Versace, Dolce & Gabbana, Ralph Lauren, Gianfranco Ferré, H&M, Armani Jeans, Marc Jacobs, Emporio Armani, Lacoste, Dsquared2, American Eagle, Bottega Veneta, DKNY, Fendi, GQ, Dazed & Confused, V, Details, Barneys, Uniqlo, Bloomingdale's, Belstaff, D2, Arena, Diesel, Gap, JOOP! và Numéro Homme.
Anh xuất hiện trong các chương trình thời trang của Versace, Yves Saint Laurent, Givenchy và Salvatore Ferragamo, and closing Moschino, Trussardi và Zegna. Các nhà thiết kế khác mà anh tham gia diễn gồm có Roberto Cavalli, Louis Vuitton, Chanel, Michael Kors, và Hermès. Tháng 11 năm 2011, O'Pry được chọn là ngôi sao của chiến dịch nước hoa Spicebomb của Viktor & Rolf.
O'Pry diễn xuất trong video ca nhạc của Madonna "Girl Gone Wild". Anh cũng tham gia diễn xuất trong video ca nhạc của Taylor Swift cho bài hát "Blank Space". Năm 2015, anh trở thành gương mặt nam của nhãn hiệu quần áo Philippines Penshoppe cho bộ sưu tập mùa hè của hãng này.

## Đời sống cá nhân
O'Pry sinh ra có lai giữa hai dòng máu của người Ireland và người Mỹ bản địa, anh có một anh trai và một em gái. Sean sở hữu một bằng tốt nghiệp của Trường Trung học Phổ thông North Cobb. Trong thời gian còn ở ghế nhà trường, Sean tích cực tham gia trong các đội tuyển bóng đá, bóng rổ, bóng chày địa phương.
Sau khi thành công trong sự nghiệp, O'Pry bắt đầu một mối quan hệ tình cảm với nữ người mẫu Samantha Marie Gradoville. Cặp đôi sở hữu một chú chó tên là "Tallulah Von Ruffworth".
Sean nổi tiếng với cách catwalk đầy mạnh mẽ và nam tính trên sàn diễn nhưng anh bị phàn nàn khá nhiều khi chụp ảnh vì những tư thế " ẻo lả " một cách kì lạ, khó hiểu, đặc biệt là những bức ảnh khoe cơ bắp vạm vỡ của mình. Tuy nhiên điều đó không ảnh hưởng đến sức hút của anh với công chúng.